# Гіперостоз

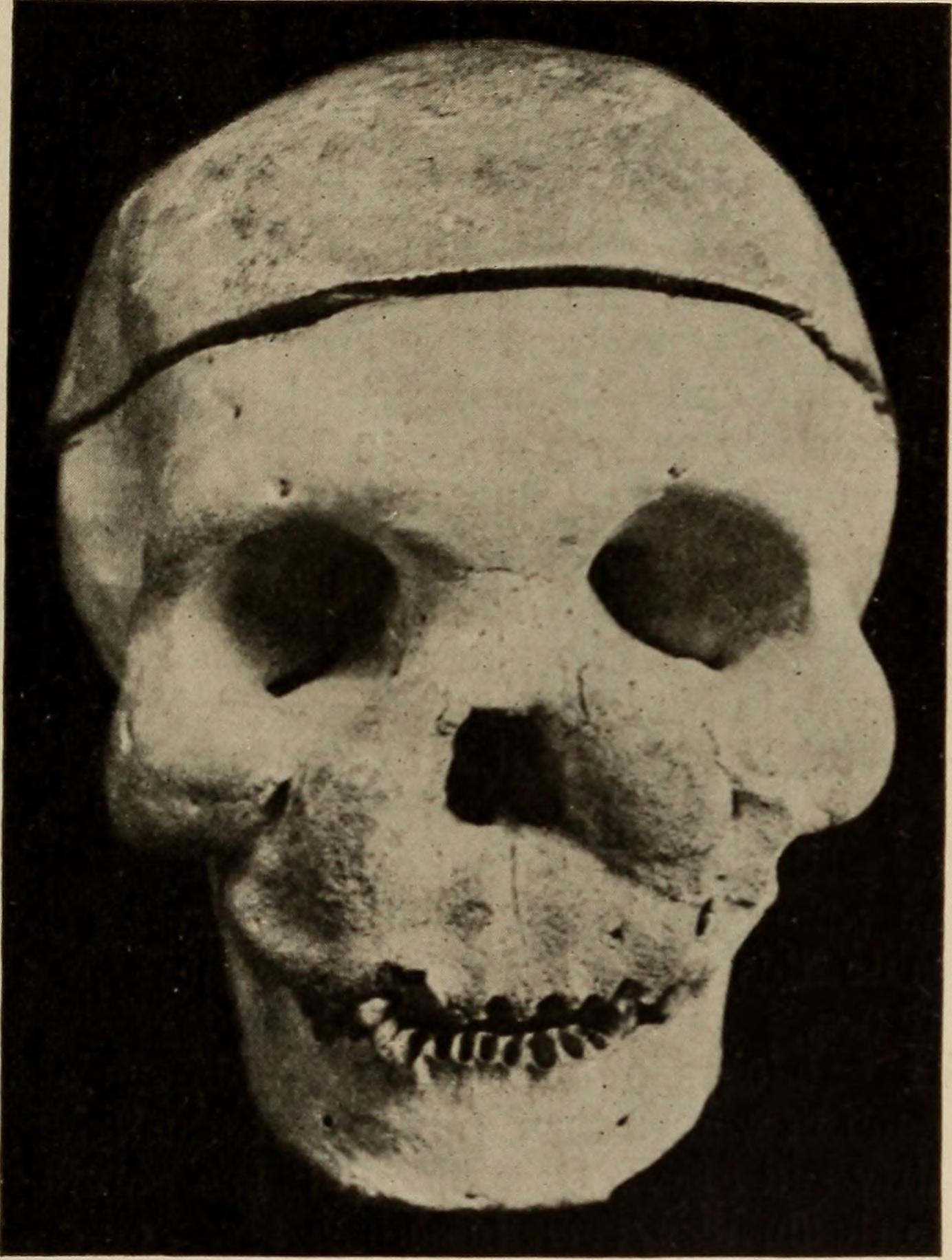
Людський череп, який демонструє гіперостоз

Гіперостоз (дав.-гр. ὑπερ- «над-» + ὀστέον «кістка» + -ōsis) — патологічне збільшення вмісту кісткової речовини в незміненій кістковій тканині. Є відповідною реакцією кісткової тканини на велике навантаження або симптомом, наприклад остеомієліту, хронічної інфекції, деяких отруєнь, радіаційного ураження, деяких пухлин, гіпервітамінозів А і D, ендокринопатії (паратиреоїдної остеодистрофії і інше), хвороби Педжета, нейрофіброматозу та іншого. При патологічному розростанні незміненої кісткової тканини в межах діафізів трубчастих кісток, тобто незапальній зміні окістя у вигляді нашарування остеоїдної тканини, говорять про періостоз. Прикладом може служити Бамбергера — Марі періостоз, що виникає при пухлинах легень, хронічній пневмонії, туберкульозі, пневмоконіозі і іншому.

## Симптоматика
Гіперостоз може виникати в одній (локальний гіперостоз), або кількох кістках, також буває генералізованим.
В результаті тривалих фізичних перевантажень виникає локальний або поширений в межах однієї кістки гіперостоз, який іноді супроводжується утворенням зон Лоозера і навіть патологічним переломом. До локальних гіперостозів відноситься краніосклероз, або гіперостоз черепа, який проявляється повільно прогресуючим рівномірним збільшенням розмірів деяких кісток черепа (частіше лицьового) і зустрічається при багатьох системних захворюваннях і ряді пухлин. У жінок зустрічається синдром Морганьї — Мореля — Стюарта, при якому спостерігається гіперостоз внутрішньої пластинки лобової кістки в поєднанні з вірилізмом, ожирінням і аменореєю.
У дитячому віці спостерігаються рідкісні спадкові захворювання, одним з провідних симптомів яких є гіперостоз. Синдром Каффа — Силвермен (кортикальний дитячий гіперостоз) характеризується гіперостозом діафізів кісток у дітей до 6 місяців, значним нерівномірним потовщенням окістя, болючою припухлістю в ураженій області, супроводжується гарячкою. У період після статевого дозрівання проявляється кортикальний генералізований гіперостоз, що поєднується з акромегалією, потовщенням ключиць, зниженням слуху, зору, екзофтальмом і ураженням лицьового нерву. Камураті — Енгельманна хвороба (діафізарна прогресуюча дисплазія, системний спадковий остеосклероз з міопатією) характеризується гіперостозом діафізів стегнових, плечових, великогомілкових кісток (рідше інших), супроводжується зменшенням об'єму м'язів і малорухливість суглобів.
Розпізнати гіперостоз за допомогою клінічних методів важко. Вирішальне значення має рентгенологічне дослідження, для уточнення локалізації процесу всередині кістки проводять томографію. У певних випадках додаткову інформацію дає радіонуклідне дослідження.